# 大華農
廣東大華農動物保健品股份有限公司，簡稱廣東大華農動物保健品股份、廣東大華農動物保健品，以及大華農（英語：Guangdong DaHuaNong Animal Health Products Co.,Ltd.，深交所除牌前：300186，简称：大华农），於2002年由广东温氏食品集团有限公司、广东温氏南方家禽育种有限公司，於广东省新兴县新城镇东堤北路温氏科技园2号之三（總部）創立，前身為「肇庆大华农生物药品有限公司」。董事長為温均生，總裁為陈瑞爱。
現時業務为在國內經營兽药的研制、生产和销售，而股份則在2011年3月8日於深圳證券交易所創業板上市，招股價為22元人民幣，發行新股為26,700萬股，集資額為58億元人民幣。
经中国证券监督管理委员会证监许可[2015]2217 号文的核准，广东温氏食品集团股份有限公司发行股份吸收合并大华农，在换股实施股权登记日（2015年10月30日）收市后，大华农股票将实施换股转换成温氏股份 A 股股票（换股股东所持有的每 1 股大华农 A 股股票可以换得 0.8070 股温氏股份）。大华农于2015年11月2日起在深圳证券交易所终止上市，温氏股份于 2015 年 11 月 2 日在深圳证券交易所创业板上市及挂牌交易。

## 連結
- gddhn.com（页面存档备份，存于）